# Heikeopsis
Heikeopsis là một chi cua nhỏ trong họ Dorippidae. Chi này ban đầu được Lipke Holthuis và Raymond B. Manning mô tả dưới danh pháp "Heikea" vào năm 1990, nhưng sau đó được xác định là một từ đồng âm thứ cấp của chi chân bụng Heikea, được Orvar Isberg đưa ra vào năm 1934.

## Các loài
Chi này được ghi nhận bao gồm hai loài:
- Heikeopsis arachnoides (Manning & Holthuis, 1986)
- Heikeopsis japonica (von Siebold, 1824)